# Membres des Who
 (décembre 2018).
Si vous disposez d'ouvrages ou d'articles de référence ou si vous connaissez des sites web de qualité traitant du thème abordé ici, merci de compléter l'article en donnant les références utiles à sa vérifiabilité et en les liant à la section « Notes et références ».

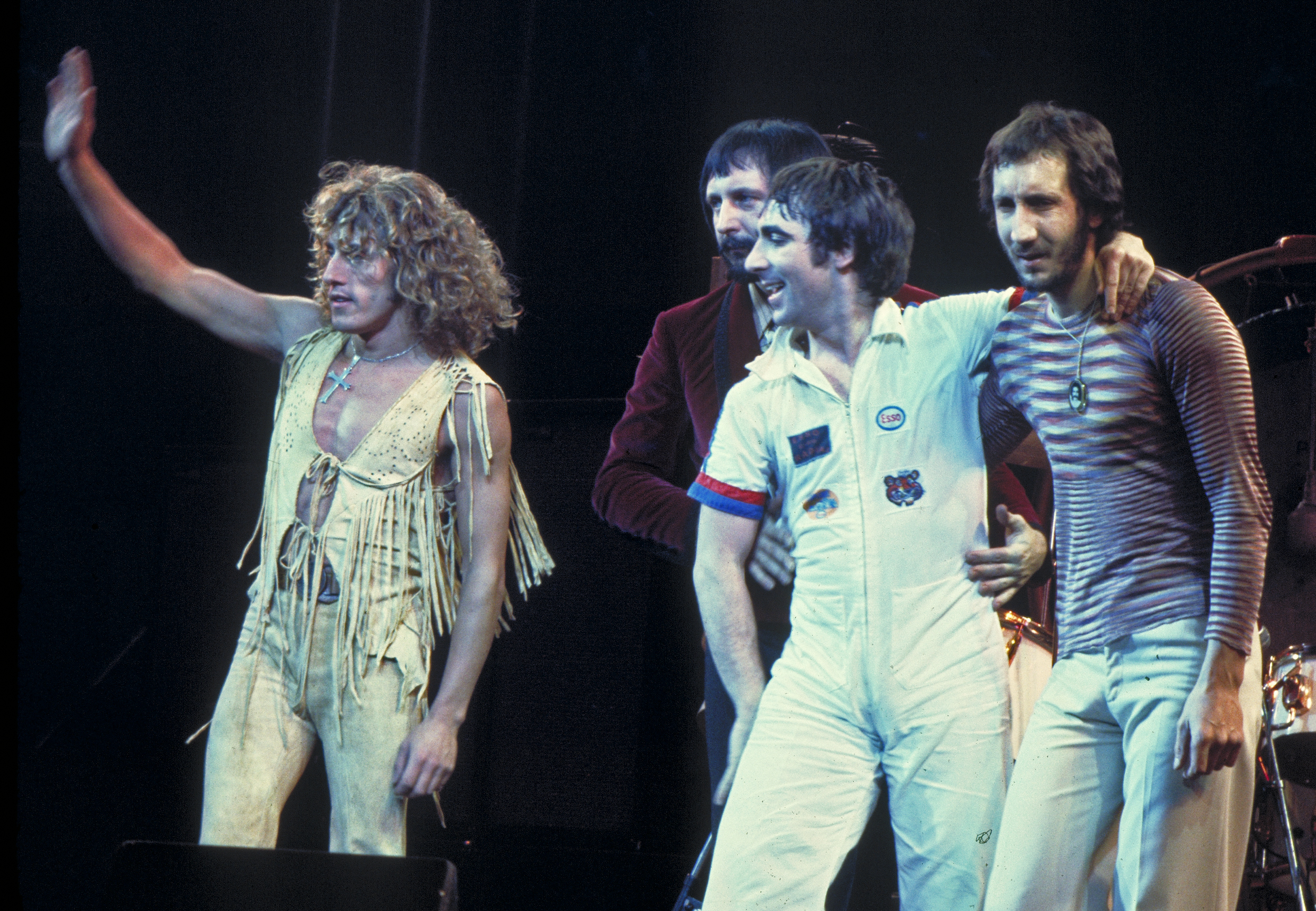
Les Who en 1975.

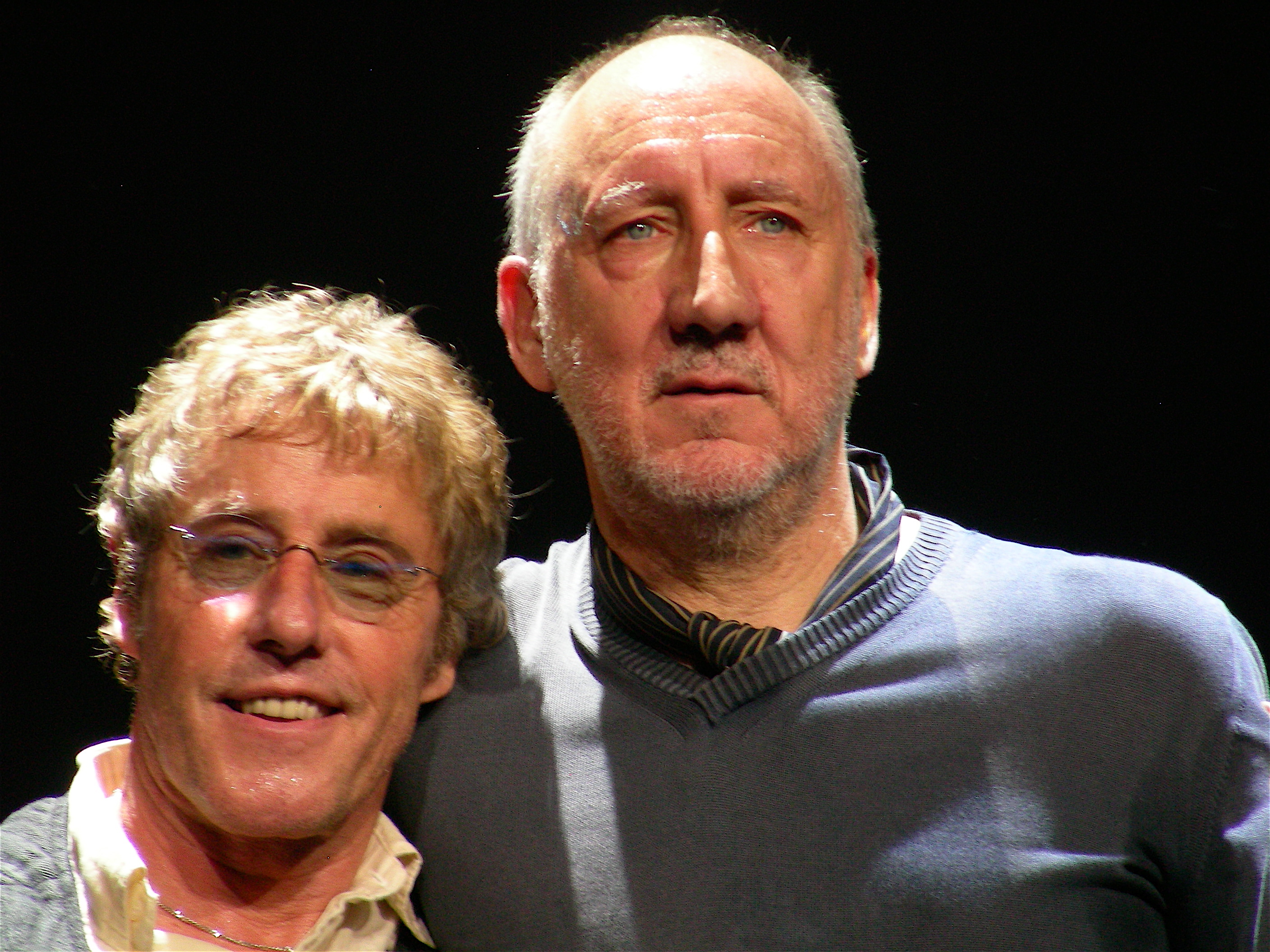
Les Who en 2008.

Le groupe de rock The Who a connu plusieurs changements de composition durant son existence.
La formation la plus connue du groupe, active de 1964 à 1978, réunit le chanteur Roger Daltrey, le guitariste Pete Townshend, le bassiste John Entwistle et le batteur Keith Moon. En 1978, ce dernier meurt accidentellement et Kenney Jones, ex-Small Faces, le remplace jusqu'en 1988. À partir de cette date, les Who n'ont plus de batteur attitré, et poursuivent en trio jusqu'à la mort d'Entwistle en 2002. Lui non plus n'est pas remplacé, et le groupe est actuellement réduit au tandem Daltrey-Townshend.
| Période                                       | Composition | Musiciens de tournée |
| --------------------------------------------- | --- | --- |
| février 1964 – avril 1964                     | - Roger Daltrey : chant - John Entwistle : basse, chant - Doug Sandom : batterie - Pete Townshend : guitare, chant                      | - Roger Daltrey : chant - John Entwistle : basse, chant - Doug Sandom : batterie - Pete Townshend : guitare, chant           |
| avril 1964 – septembre 1978                   | - Roger Daltrey : chant, harmonica - John Entwistle : basse, chant - Keith Moon : batterie - Pete Townshend : guitare, chant            | - Roger Daltrey : chant, harmonica - John Entwistle : basse, chant - Keith Moon : batterie - Pete Townshend : guitare, chant |
| Keith Moon meurt le 7 septembre 1978.         | | |
| 1979-1980 (tournée Who Are You)               | - Roger Daltrey : chant, harmonica - John Entwistle : basse, chant - Kenney Jones : batterie - Pete Townshend : guitare, chant          | - Dick Parry : saxophone (1980)                                                                                              |
| 1981 (tournée Face Dances)                    | - Roger Daltrey : chant, harmonica - John Entwistle : basse, chant - Kenney Jones : batterie - Pete Townshend : guitare, chant          | - John Bundrick : claviers, chœurs                                                                                           |
| 1982 (tournée It's Hard)                      | - Roger Daltrey : chant, guitare, harmonica - John Entwistle : basse, chant - Kenney Jones : batterie - Pete Townshend : guitare, chant | - Tim Gorman : claviers, chœurs                                                                                              |
| 1989 (tournée 25 ans)                         | - Roger Daltrey : chant, guitare, harmonica - John Entwistle : basse, chant - Pete Townshend : guitare, chant                           | - Billy Nicholls : chœurs |
| 1996 – 1997 (tournée Quadrophenia)            | - Roger Daltrey : chant, harmonica - John Entwistle : basse, chant - Pete Townshend : guitare, chant                                    | - Billy Nicholls : chœurs |
| 1998 – 2002                                   | - Roger Daltrey : chant, guitare, harmonica - John Entwistle : basse, chant - Pete Townshend : guitare, chant                           | - Zak Starkey : batterie |
| 2001 - Concert For New-York City              | - Roger Daltrey : chant, guitare, harmonica - John Entwistle : basse, chant - Pete Townshend : guitare, chant                           | - Zak Starkey : batterie |
| John Entwistle meurt le 27 juin 2002.         | | |
| 2002 – 2012                                   | - Roger Daltrey : chant, guitare, harmonica - Pete Townshend : guitare, chant                                                           | - Pino Palladino : basse |
| 2012 – 2013 (tournée Quadrophenia and More)   | - Roger Daltrey : chant, guitare, harmonica - Pete Townshend : guitare, chant                                                           | - Reggie Grisham : cuivres                                                                                                   |
| 14 juin 2014 (Rock 'n' Horsepower Concert)    | - Roger Daltrey : chant, guitare, harmonica - Pete Townshend : guitare, chant - Kenney Jones – Batterie                                 | - Josh Phillips-Gorse : claviers                                                                                             |
| 2014 – 2016 (tournée The Who Hits 50!)        | - Roger Daltrey : chant, guitare, harmonica - Pete Townshend : guitare, chant                                                           | - John Corey : claviers, chœurs                                                                                              |
| 2016 (tournée Back to the Who Tour 51!)       | - Roger Daltrey : chant, guitare, harmonica - Pete Townshend : guitare, chant                                                           | - John Corey : claviers, chœurs                                                                                              |
| 2017 (tournée 2017 Tommy & More et Tour 2017) | - Roger Daltrey : chant, guitare, harmonica - Pete Townshend : guitare, chant                                                           | - John Corey : claviers, chœurs                                                                                              |